# Villar-Perosa M1915
Die Villar-Perosa M1915 war eine doppelläufige Schnellfeuerwaffe, die auf italienischer Seite im Ersten Weltkrieg eingesetzt wurde.

## Geschichte
Ursprünglich wurde die Villar-Perosa als Bordwaffe für Flugzeuge entworfen und 1915 bei der Regia Aeronautica eingeführt. In dieser Rolle bewährte sie sich nicht lange; die Feuerrate war sehr hoch, aber die verwendete Pistolenmunition hatte eine zu geringe Reichweite und Geschossenergie, um in Luftkämpfen effektiv zu sein. Schon 1916 wurden die Bestände ans Heer abgegeben, wo sie mit Stahlschutzschilden versehen zunächst an Stelle eines leichten MGs als Defensivwaffen eingesetzt wurden. Doch schnell stellte sich heraus, dass Reichweite, Durchschlagsleistung sowie Genauigkeit der Villar-Perosa auch für diesen Einsatzzweck zu gering waren. Aufgrund ihres geringen Gewichts von ca. 6,5 kg und ihrer Gesamtlänge von knapp 54 cm wurde sie im Gebirgskrieg gegen Truppen der kaiserlichen und königlichen Armee ab 1917 jedoch zunehmend erfolgreich bei Sturmangriffen eingesetzt.
Etliche Villar-Perosas fielen Österreich-Ungarn als Beutewaffen in die Hände. Dort fand die Konstruktion hohe Beachtung und wurde in der Folge als Sturmpistole M.18, die sich von der M1915 lediglich durch ihre geraden Magazine unterschied, nachgebaut. Viele Exemplare, sowohl der einen als auch der anderen Bauart, wurden später zerlegt und zu jeweils zwei konventionellen Maschinenpistolen, deren Läufe nun mit einer Holzschäftung versehen waren, verarbeitet. Solcherart basieren auf der Villar-Perosa M1915 die MPi Beretta M1918 bzw. die MPi OVP. Das Griffstück letzterer jedoch endete schon in Höhe des Magazinschachts, was den Schützen bei der Handhabung der Maschinenpistole zur Improvisation zwang.

## Technik
Die Waffe mutet mit ihren zwei Läufen, den Spatengriffen und dem Zweibein eher wie ein Maschinengewehr an, zudem wurde sie häufig wie ein solches eingesetzt. Sie ist aber aufgrund der verwendeten Munition im Kaliber 9 mm Glisenti als Maschinenpistole einzuordnen. Strittig ist darum, ob die deutsche MP18 oder die italienische Villar-Perosa als erste Maschinenpistole angesehen werden sollte.
Die gekrümmten Magazine (in den Varianten mit 50 Schuss als Bord- bzw. mit 25 Schuss als Infanteriewaffe) wurden von oben eingeführt, und die Magazindeckel konnten geöffnet werden, so dass ein Auffüllen im Gefecht möglich war. Die Waffe verfügte über zwei Daumenabzüge, mit denen die Läufe unabhängig voneinander abgefeuert werden konnten. Der verzögerte Masseverschluss musste zuerst eine Rotation ausführen und stieß dann nur rund 5 cm zurück, was zu einer extrem hohen Feuerrate von 1200 bis 1500 Schuss pro Minute für den einzelnen Lauf führte. Das Schießen in kurzen Feuerstößen war somit kaum möglich, und folglich wurde in der Regel ein Magazin in einem einzelnen Feuerstoß geleert.